# Хвасон (крепость)
Хвасон (кор. 화성, буквально «Цветущая крепость»), ранее было принято название «Сувонская крепостная стена» (кор. 수원 성곽 Сувон сонгвак) — фортификационное сооружение в городе Сувон провинции Кёнгидо, Республика Корея в 30 километрах к югу от Сеула. Официальное название в списке ЮНЕСКО — «Крепость Хвасон (город Сувон)»; в реестре «исторических памятников Республики Корея» именуется «Хвасон в Сувоне» (кор. 수원 화성 сувон хвасон). Время постройки: 1794—1796 годы. Король Чонджо построил крепость для того, чтобы поместить в неё останки своего отца, принца Садо-гуна, заморённого голодом по приказу деда Чонджо — государя Ёнджо. Чонджо таким образом хотел почтить память отца.
В 1997 году крепость была включена в список Всемирного наследия ЮНЕСКО.

## Архитектура
В архитектуре крепости сочетаются традиционные западный и восточный стиль, что делает её непохожим на другие корейские постройки.
В Хвасоне имеется четыре входа: «Хвасомун» (западные ворота), «Чананмун» (северные), «Пхальтальмун» (южные) и Чханёнмун (восточные). Чананамун и Пхальтальмун крупнее двух других, являясь почти копией сеульских ворот Намдэмун. Пхальтальмун сильно пострадали во время Корейской войны, однако в 1975 году были воссозданы. Северные и южные ворота увенчаны двухэтажными деревянными павильонами, а Хвасомун и Чханёнмун увенчаны одноэтажными павильонами. Все главные ворота окружены миниатюрными крепостями, в которых жили стражники.
Изначально вдоль крепостных стен было 48 строений, однако семь из них были утеряны из-за наводнений, войн и пожаров. До наших дней сохранились четыре секретных входа, водосток, четыре платформы для стражников, две обзорные башни, два командных поста, две платформы для лучников, пять оружейных бастионов, пять караульных башен, четыре угловые башни, девять бастионов и сигнальная башня.
В прошлом в крепости было также три наблюдательных поста, из которых сохранилось два. Сигнальная башня имела пять труб, с помощью которых передавалась различная информация. К примеру, когда дым шёл из одной из них — это означало мирное время, две дымящие трубы означали, что обнаружен враг, три означали атаку неприятеля на крепостные стены, четыре означали, что враг ворвался в крепость, а все пять — что началось сражение внутри крепости.
Одна из четырёх стен крепости (южная) в настоящее время разрушена, остальные три хорошо сохранились. Общая длина крепостных стен — 5,74 километра. В прошлом стены охватывали 130 гектаров земли. Высота стен — от четырёх до шести метров.

## История
Хвасонская крепость была построена за два с половиной года, в период с 1794 по 1796 год. Архитектором был Чон Ягён (псевдоним Дасан), ставший позднее одним из лидером движения Сирхакпха. В то время основной фортификационной структурой Кореи была простая модель, когда внутреннюю часть крепости окружала стена, рядом с которой на холмах располагались форты, в которые в случае войны эвакуировалось население. Однако Хвасон включает как стены, так и оборонительные сооружения. Основные ворота крепости служили и городскими воротами. Вдоль стен располагались специальные парапеты, на которых находились орудия и стражники.
Постройка крепости потребовала 700 000 человеко-часов и ассигнований в размере 870 000 нянов, корейской валюты того времени. В качестве оплаты труда рабочих было израсходовано 1 500 мешков риса.
Считается, что король Чонджо планировал перенести столицу государства из Сеула в Сувон, и Хвасон был построен специально для этого. Для того, чтобы подстегнуть рост города, он приказал освободить его жителей от налогов в течение десяти лет.
В 1800 году был опубликован документ «Хвасон сонъёк ыйгве» (Записи о сооружении крепости Хвасон). Он содержал 10 томов и оказался полезным при реконструкции крепости в 1970 году. Первый том документа содержал планировку крепостей, следующие шесть — описывали постройки, приводили королевские указы, касающиеся строительства и документировали все расходы. В последних трёх томах содержались дополнительные детали, касающиеся строительства.